# Canon à électrons

Schéma d'un canon à électrons.

Un canon à électrons est un dispositif permettant de produire un faisceau d'électrons. C'est l'un des composants essentiels d'un tube cathodique ou d'un instrument tel que le microscope électronique. 

## Principe général
Le principe du canon à électrons est d'extraire les électrons d'un matériau conducteur (qui en est une réserve quasiment inépuisable) vers le vide où ils sont accélérés par un champ électrique. Le faisceau d'électrons ainsi obtenu est traité par la colonne électronique qui en fait une sonde fine balayée sur l'échantillon.

Il existe deux familles de canon à électrons selon le principe utilisé pour extraire les électrons :
- l'émission thermoïonique, avec les filaments de tungstène et pointes LaB6 ;
- l'émission par effet de champ.

Il existe également un principe intermédiaire : la source Schottky à émission de champ, de plus en plus employée.
Suivant ces distinctions et le mode de fonctionnement, les canons à électrons ont des propriétés et des caractéristiques différentes. Il existe des grandeurs physiques pour les caractériser. La principale est la brillance, la durée de vie est également très importante, ainsi que la stabilité. Le courant maximum disponible peut également être pris en considération, ainsi que la dispersion énergétique.

## Brillance d'une source
On peut définir la brillance B d'une source par le rapport du courant émis par la source au produit de la surface de la source par l'angle solide. Dans le cas général, on ne sait mesurer que la surface d'une « source virtuelle » qui est la zone d'où semblent provenir les électrons. (Définition à revoir)
Pour une source d'électrons dont les caractéristiques sont :
- le diamètre de la source virtuelle d
- le courant d'entrée {\displaystyle I_{e}}
- le demi-angle d'ouverture {\displaystyle \alpha }

l'expression de la brillance devient :
Dans les systèmes optiques, la brillance, qui se mesure en {\displaystyle \mathrm {A.m^{-2}.sr^{-1}} } (ampères par unité de 
surface et par angle solide), a la propriété de se conserver lorsque l'énergie d'accélération est constante. Si l'énergie varie, la brillance lui est proportionnelle. Pour obtenir un signal de détection abondant lorsque le spot sur l'échantillon est très petit, il faut que la brillance de la source soit la plus élevée possible.

## Émission thermoïonique: Filament de tungstène et pointes LaB6
Des matériaux tels que le tungstène et l'hexaborure de lanthane (LaB6) sont utilisés en raison de leur faible travail de sortie, c’est-à-dire de l'énergie nécessaire pour extraire un électron de la cathode. En pratique, cette énergie est apportée sous forme d'énergie thermique en chauffant la cathode à une température suffisamment élevée pour qu'une certaine quantité d'électrons acquière l'énergie suffisante pour franchir la barrière de potentiel qui les maintient dans le solide. Les électrons qui ont franchi cette barrière de potentiel se retrouvent dans le vide où ils sont ensuite accélérés par un champ électrique.
Dans la pratique, on peut utiliser un filament de tungstène, formé comme une épingle à cheveux, que l'on chauffe par effet Joule, comme dans une ampoule électrique. Le filament est ainsi porté à une température supérieure à 2 200 °C, typiquement 2 700 °C.
Les cathodes au LaB6 doivent être chauffées à une température moins élevée mais la technique de fabrication de la cathode est un peu plus compliquée car le LaB6 ne peut pas être formé en filament. En fait, on accroche une pointe de monocristal de LaB6 à un filament en carbone. Le cristal d'hexaborure de lanthane est porté aux alentours de 1 500 °C pour permettre l'émission d'électrons. Cette cathode nécessite un vide plus poussé que pour un filament de tungstène (de l'ordre de 10-6 à 10-7 Torr contre 10-5). Les cathodes en hexaborure de cérium (CeB6) ont des propriétés très voisines.
Le filament de tungstène porté à une température de 2 700 °C a une brillance typique de 106 A.cm-2.sr-1 pour une durée de vie entre 40 et 100 heures. Le diamètre de la source virtuelle est de l'ordre de 40 µm. 
La cathode LaB6 portée à une température de 1 500 °C a une brillance typique de 107 A.cm-2.sr-1 pour une durée de vie entre 500 et 1 000 heures. Le diamètre de la source virtuelle est de l'ordre de 15 µm.

## Canons à émission de champ
Le principe d'un canon à émission de champ est d'utiliser une cathode métallique en forme de pointe très fine et d'appliquer une tension de l'ordre de 2 000 à 7 000 volts entre la pointe et l'anode. On produit ainsi, par « effet de pointe », un champ électrique très intense, de l'ordre de 107 V.cm-1, à l'extrémité de la cathode. Les électrons sont alors extraits de la pointe par effet tunnel. Il existe deux types de canons à émission de champ (FEG en anglais pour Field Emission Gun) :
- l'émission de champ à froid (CFE en anglais). La pointe reste à température ambiante ;
- l'émission de champ assistée thermiquement (TFE en anglais). La pointe est alors portée à une température typique de 1800 K.

Le gros avantage des canons à émission de champ est une brillance théorique qui peut être 100 fois plus importante que celle des cathodes LaB6. Le deuxième type de canon (assisté thermiquement) est de plus en plus utilisé, car il permet pour un sacrifice en brillance très modeste de mieux maitriser la stabilité de l'émission. Le courant disponible est également plus élevé. Avec un canon à émission de champ froid, le courant disponible sur l'échantillon n'est en effet jamais supérieur à 1 nA, alors qu'avec l'assistance thermique, il peut approcher les 100 nA.
Une autre grosse différence entre les canons à émission de champ et les canons thermoïoniques est que la source virtuelle est beaucoup plus petite. Cela provient du fait que toutes les trajectoires sont normales à la surface de la pointe, qui est une sphère d'environ 1 µm. Les trajectoires semblent ainsi provenir d'un point. C'est ainsi que l'on obtient des brillances très élevées : 109 cm-2 sr-1 pour les cathodes froides et 108 cm-2 sr-1 pour les cathodes à émission de champ chauffées. Sur l'échantillon, la brillance est toujours dégradée.
Le très petit diamètre de la source virtuelle nécessite moins d'étages de réduction, mais un inconvénient est que la source, moins réduite est plus sensible aux vibrations.
|                                             | Émission thermoïonique | Émission thermoïonique | Émission de champ | Émission de champ |
| Matériaux                                   | Tungstène              | LaB6                   | S-FEG             | C-FEG             |
| ------------------------------------------- | ---------------------- | ---------------------- | ----------------- | ----------------- |
| Brillance réduite                           | 105                    | 106                    | 107               | 108               |
| Température (°C)                            | 1700 - 2400            | 1500                   | 1500              | ambiante          |
| Diamètre de la pointe (nm)[réf. nécessaire] | 50 000                 | 10 000                 | 100 - 200         | 20 - 30           |
| Taille de la source (nanomètre)             | 30 000 - 100 000       | 5 000 - 50 000         | 15-30             | <5                |
| Courant d'émission (µA)                     | 100 - 200              | 50                     | 50                | 10                |
| Durée de vie (heure)                        | 40 - 100               | 200 - 1 000            | >1 000            | >1 000            |
| Vide minimal (Pa)                           | 10-2                   | 10-4                   | 10-6              | 10-8              |
| Stabilité                                   | cellule 2              | cellule 3              | cellule 4         | cellule 5         |

## Utilisation
Dans le cas d'un microscope électronique à balayage, le canon à électrons est la source du faisceau d'électrons qui viendra balayer la surface de l'échantillon. La qualité des images et la précision analytique que l'on peut obtenir avec un MEB requièrent que le spot électronique sur l'échantillon soit à la fois fin, intense et stable. Une forte intensité dans un spot le plus petit possible nécessite une source « brillante ». L'intensité ne sera stable que si l'émission de la source l'est également.